# Grand Prix Niemiec 1975
Grand Prix Niemiec 1975 (oryg. Großer Preis von Deutschland) – 11. runda Mistrzostw Świata Formuły 1 w sezonie 1975, która odbyła się 3 sierpnia 1975, po raz 21. na torze Nürburgring.
37. Grand Prix Niemiec, 23. zaliczane do Mistrzostw Świata Formuły 1.

## Klasyfikacja
| Poz. | Nr. | Kierowca           | Konstruktor     | Okrążeń | Czas/powód NU | Poz. start. | Punktów |
| ---- | --- | ------------------ | --------------- | ------- | ------------- | ----------- | ------- |
| 1    | 7   | Carlos Reutemann   | Brabham-Ford    | 14      | 1:41:14.1     | 10          | 9       |
| 2    | 21  | Jacques Laffite    | Williams-Ford   | 14      | + 1:37.7      | 15          | 6       |
| 3    | 12  | Niki Lauda         | Ferrari         | 14      | + 2:23.3      | 1           | 4       |
| 4    | 16  | Tom Pryce          | Shadow-Ford     | 14      | + 3:31.4      | 16          | 3       |
| 5    | 22  | Alan Jones         | Hill-Ford       | 14      | + 3:50.3      | 21          | 2       |
| 6    | 19  | Gijs van Lennep    | Ensign-Ford     | 14      | + 5:05.5      | 24          | 1       |
| 7    | 29  | Lella Lombardi     | March-Ford      | 14      | + 7:30.4      | 25          |         |
| 8    | 25  | Harald Ertl        | Hesketh-Ford    | 14      | + 7:40.9      | 23          |         |
| 9    | 4   | Patrick Depailler  | Tyrrell-Ford    | 13      | + 1 okrążenie | 7           |         |
| 10   | 27  | Mario Andretti     | Parnelli-Ford   | 12      | Brak paliwa   | 13          |         |
| NU   | 24  | James Hunt         | Hesketh-Ford    | 10      | Koło          | 9           |         |
| NU   | 11  | Clay Regazzoni     | Ferrari         | 9       | Silnik        | 5           |         |
| NU   | 23  | Tony Brise         | Hill-Ford       | 9       | Wypadek       | 17          |         |
| NU   | 3   | Jody Scheckter     | Tyrrell-Ford    | 7       | Wypadek       | 3           |         |
| NU   | 17  | Jean-Pierre Jarier | Shadow-Ford     | 7       | Opona         | 12          |         |
| NU   | 8   | Carlos Pace        | Brabham-Ford    | 5       | Zawieszenie   | 2           |         |
| NU   | 30  | Wilson Fittipaldi  | Fittipaldi-Ford | 4       | Silnik        | 22          |         |
| NU   | 10  | Hans Joachim Stuck | March-Ford      | 3       | Silnik        | 7           |         |
| NU   | 1   | Emerson Fittipaldi | McLaren-Ford    | 3       | Zawieszenie   | 8           |         |
| NU   | 9   | Vittorio Brambilla | March-Ford      | 3       | Zawieszenie   | 11          |         |
| NU   | 6   | John Watson        | Lotus-Ford      | 2       | Zawieszenie   | 14          |         |
| NU   | 5   | Ronnie Peterson    | Lotus-Ford      | 1       | Sprzęgło      | 18          |         |
| NU   | 28  | Mark Donohue       | March-Ford      | 1       | Opona         | 19          |         |
| NU   | 2   | Jochen Mass        | McLaren-Ford    | 0       | Wypadek       | 6           |         |
| NU   | 20  | Ian Ashley         | Williams-Ford   | 0       | Wypadek       | 20          |         |
| NZ   | 35  | Tony Trimmer       | Maki-Ford       |         |               |             |         |